# دستور بيلاروس

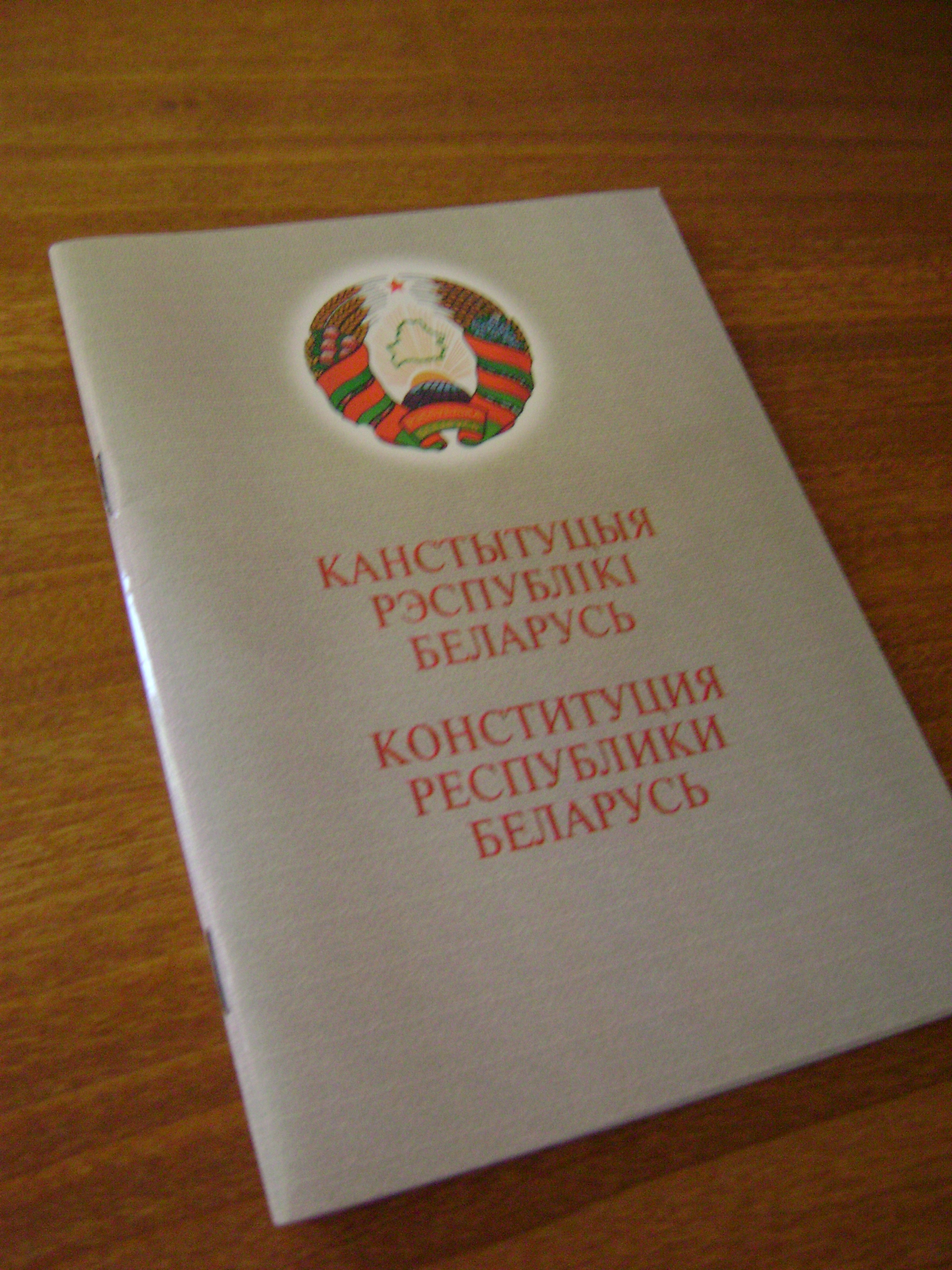

دستور جمهورية روسيا البيضاء هو القانون المُطلق لروسيا البيضاء. أُقر في عام 1994، بعد ثلاثة أعوام من إعلان البلاد استقلالها عن الاتحاد السوفيتي، تحدد هذه الوثيقة الرسمية إطار دولة روسيا البيضاء وحكومتها وتعداد حقوق مواطنيها وحرياتهم. صاغ مجلس السوفييت الأعلى لروسيا البيضاء هذا الدستور، وهو الهيئة التشريعية السابقة في البلاد، وأضفى المواطنون والخبراء القانونيون تحسينات على هذا الدستور. تشتمل محتويات الدستور على استهلال وتسعة أقسام و146 مادة.
تأثر تنظيم الدستور ومضمونه بشدة بدساتير السلطات الغربية وتجارب روسيا البيضاء خلال العهد السوفيتي. بينما يحدد معظم الدستور وظائف الحكومة وسلطاتها، يتناول قسم كامل الحقوق والحريات الممنوحة للمواطنين والمقيمين. عُدِّل الدستور مرتين منذ اعتماده الأصلي في عامي 1996 و2004. زادت سلطة الرئاسة على الحكومة وأُلغيت حدود فترة الولاية الرئاسية بفعل استفتاءين شعبيين اعترض المراقبون المستقلون وقادة المعارضة الحكومية عليهما.

## تاريخيًا

### تشريعات ليتوانيا
تمثل تشريعات ليتوانيا أول محاولة لتدوين قوانين دولة من العصور الوسطى على أراضي ما يُعرف الآن بروسيا البيضاء (دوقية ليتوانيا العظمى)، مع وجود أول نظام أساسي في السلطة في عام 1529. تضطلع الوثيقة المكتوبة باللغة الروثينية بدور القانون الأسمى للدولة.

### دستور الثالث من مايو عام 1791
في القرن الثامن عشر، واجه الكومنولث البولندي الليتواني، وهو كيان فيدرالي يتألف من دوقية ليتوانيا العظمى وتاج مملكة بولندا، فترة تدهور بسبب الاختلال المتزايد في السياسة الداخلية. في محاولة متأخرة لمعالجة الوضع، أُقر دستور بتاريخ 3 مايو 1791 –أحد أقدم الدساتير الوطنية المدونة في العالم.
ألغى الدستور الجديد حق الفيتو وحظر اتحادات زلاتشا، وهي عناصر أعاقت صنع القرار في الدولة. نص الدستور أيضًا على فصل السلطات بين الفروع التشريعية والتنفيذية والقضائية للحكومة، وأنشأ مبدأ «سيادة الشعب»، ووسع نطاق الحقوق السياسية للبرجوازية. شهد أهل الريف زيادة في حقوقهم إلا أنها لم تصل إلى حد إلغاء العبودية، التي أُعيد التأكيد عليها. أُبقي على التسامح الديني، رغم الإقرار بوضع العقيدة الكاثوليكية.
اُرفق الدستور بضمان متبادل بين دولتين في 22 أكتوبر 1791، مؤكدًا على وحدة بولندا ودوقية ليتوانيا العظمى وعدم قابليتها للتجزئة ضمن دولة واحدة والمساواة في تمثيلهما في هيئات إدارة الدولة.
بقيت وثيقة عام 1791 سارية المفعول لمدة أقل من 19 شهرًا، إذ ألغى غوردنو سيجم الوثيقة في 23 نوفمبر 1793 عقب اندلاع الحرب البولندية الروسية. بحلول عام 1795، قُسِّم الكومنولث بين الإمبراطورية الروسية ومملكة بروسيا وإمبراطورية هابسبورغ، مع إخضاع معظم أراضي الدوقية العظمى للحكم الروسي.

### في القرن العشرين
اعتمدت روسيا البيضاء أول دستور مؤقت لها بعد عدة أشهر من إعلان الاستقلال عن الإمبراطورية الروسية، في 11 أكتوبر 1918.
عقب احتلال البلاشفة الروس الدولة في عام 1919، أصبحت روسيا البيضاء جمهورية سوفيتية (اتحاد الجمهوريات الاشتراكية السوفيتية)، واعتُمد دستور جديد فيها. واصلت روسيا البيضاء اتباع هذا الدستور إلى أن وقّعت معاهدة تشكيل الاتحاد السوفيتي –مع روسيا وأوكرانيا وجنوب القوقاز. أُطلق على روسيا البيضاء اسم جمهورية بيلاروس السوفيتية الاشتراكية، واعتمدت الدولة دستورها الأول من العصر السوفيتيي في عام 1927، استكمالًا للدستور السوفيتي المُعتمد مؤخرًا. بعد عملية إعادة اعتماد في عام 1937، تبنت بيلاروس الاشتراكية السوفيتية دستور الحقبة السوفيتية الأخير في عام 1978، لعكس التغييرات التي أُدخلت في الدستور السوفيتي لعام 1977.

### الدستور الحديث
عندما استقلت روسيا البيضاء عن الاتحاد السوفيتي في عام 1991، أصدر مجلس السوفييت الأعلى في روسيا البيضاء ميثاق سيادة دولة جمهورية بيلاروس الاشتراكية السوفيتية، الذي أعلن الأفضلية القانونية لقانون جمهورية بيلاروس الاشتراكية السوفيتية على قوانين الاتحاد السوفيتي (وفقًا للمادة 7 من الميثاق، إلا أن هذا البند لم يُدرج في دستور عام 1978 إلا في أغسطس 1991) وبدأ رسميًا عملية دستورية في الجمهورية. سرعان ما أنشأت الحكومة لجنة دستورية لتيسير تبني دستور ما بعد العصر السوفيتي. في نوفمبر 1991، أرسلت اللجنة أول ثلاثة مسودات إلى السوفييت الأعلى. بعد موافقة السوفييت الأعلى، نُشرت المسودة الأولى في ديسمبر 1991 ليقدم شعب روسيا البيضاء تعليقاته واقتراحاته بشأنه. قدمت اللجنة المسودة الثالثة والأخيرة إلى السوفييت الأعلى، ووقع عليها رئيس مجلس السوفييت الأعلى ورئيس الدولة، مايكسلاف هريب، في 15 مارس 1994. نشرت جريدة زفيزدا الرسمية الدستور رسميًا بعد خمسة عشر يومًا من إقراره. أصدر السوفييت الأعلى قانونًا ثانيًا مع الدستور، بعنوان قانون التشريع، الذي أبطل دستور جمهورية بيلاروس الاشتراكية السوفيتية لعام 1978 وميثاق سيادة دولة جمهورية بيلاروس الاشتراكية السوفيتية، مع بعض الاستثناءات. أُقر القانون خلال الدورة الثالثة عشرة للسوفييت الأعلى، ويوفر مراحل انتقالية لحاملي المناصب والهيئات الحكومية لتشكيلها في غضون عامين. في كل عام منذ 1994، يُحتفل في روسيا البيضاء بيوم 15 مارس باعتباره يوم الدستور، وهو يوم عطلة وطنية.